# Bootswerft Peter Knief
Die Bootswerft Peter Knief ist eine Werft in Hamburg.

## Geschichte
Alfred Knief gründete im Jahr 1927 eine Werft für den Bau von Segel- und Motorbooten an der Süderelbe im Hamburger Stadtteil Neuland. Das Firmengelände musste im Jahr 1980 im Rahmen des Baus der Harburger Umgehungsstraße (Bundesstraßen 4 und 75) der damals neu erstellten Europabrücke weichen.
Alfred Kniefs Sohn Peter Knief übernahm die Werft und richtete einen neuen Betrieb in Nachbarschaft der Harburger Hafenschleuse, 300 Meter westlich des alten Standorts und flussabwärts der Elbbrücken, ein.
Im Jahr 2022 drohte die Schließung der Werft, da eine vorgesehene Erhöhung des Harburger Hauptdeichs mit einer Verbreiterung des Deichfußes einhergehen müsste. Auf dem dafür benötigten Land befinden sich die Lager- und Werkhallen der Werft.

## Bootsbau und Dienstleistungen

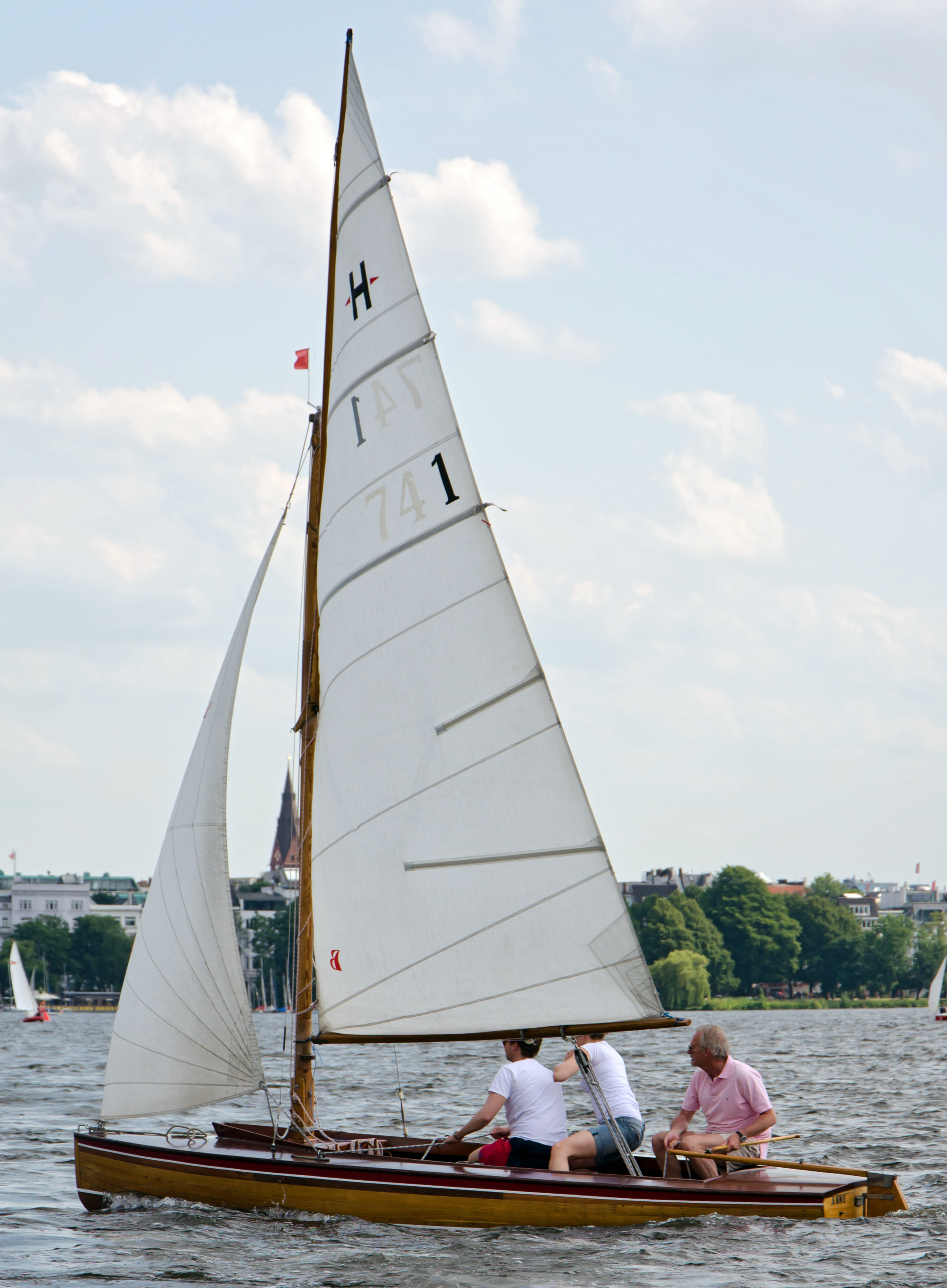
Elb-H-Jolle auf der Außenalster

Spezialität der Werft ist der Bau und der Erhalt von Elb-H-Jollen und Jugendwanderkuttern. Knief war 2022 mit seiner Werft der einzige Bootsbauer in Deutschland, der diese Einheitsklassen noch herstellte.
Im Jahr 1993 übernahm Knief den Bau des Typs Nordwind 32, einer knapp 10 Meter langen, 4,5 Tonnen verdrängenden, seetüchtigen Fahrtenyacht mit großer Kajüte.
Die Werft verfügt über eine Slipanlage sowie einen Derrickkran, um Boote für Reparaturarbeiten, zur Wartung und Überwinterung an Land zu setzen. Die Slipanlage ist die einzige ihrer Art zentral am Südufer der Süderelbe und wird deswegen für Einsätze von Polizei- und Feuerwehrbooten ständig frei gehalten.